# 次官
次官（じかん）は、府・省・庁等の国家行政機関において、主に長たる官職に次ぐ高級幹部の官職である。
近代以降の日本では、大臣（各省大臣及びかつての大臣庁の長官）の下に位置する官僚機構の最高位であり、戦後の国家行政組織法の下では事務次官と称する。常設官僚機構・ラインのトップとして大きな権限を有するものと目されてきた。
なお、庁（警察庁や各省の外局である公安調査庁・海上保安庁・中小企業庁など）で特に必要がある場合には長官の下に次長を置くことができるが、復興庁では復興大臣の下に復興事務次官が置かれている。
日本以外の国については、一般に日本の例にならって、日本の省に相当する国家行政機関の大臣・長官の下に置かれる官職（Deputy Secretary、Vice-Minister）を「次官級」と日本では総称しており、これを「次官」と訳す場合がある。

## 日本

### 律令制の次官
日本における次官の語は、律令制の次官（すけ）に遡る。原則としてすべての官司に置かれた四等官（幹部職員）中の次席で、長官（かみ）を補佐した。官司によって実際の表記はさまざまで、各省では大輔（だいふ）・少輔（しょうふ、しょう）、寮 (律令制)では助（すけ）、弾正台では大弼（だいひつ）・少弼（しょうひつ）、衛府では佐（すけ）、国司では介（すけ）という具合であった。

### 近代の次官
明治以降、国家行政機関である省において、その長である国務大臣が内閣の構成員であり、官僚機構の外部から政治的な判断によって任用される（政治任用制）のに対し、その下の次官は高等文官試験（戦後においては国家公務員採用試験の上級甲・I種試験等）に合格して任用された職業公務員（官僚）が昇進して到達するポスト（資格任用制）の最高位であった（法務省や外務省、旧陸軍省・海軍省を除く）。
ただし、次官も当初から資格任用制であったわけではなく、1886年（明治19年）に各省官制が制定され、次官職が誕生した直後には、次官を含む局長級以上の勅任官は、文官任用令には何も規定がなかった。1898年に第3次伊藤内閣に代わって、初の政党内閣たる第1次大隈内閣が誕生するようになると、勅任官の職に政党員を任命し、行政に対する政治の影響力を及ぼしていく。大隈内閣瓦解後、第2次山県内閣が1899年に文官任用令を改正して勅任官を資格任用制とし、次官をトップとする常設官僚機構による行政支配が確立する。
その後、次官を廃止して職能を総務長官と官房長に分割したり、政党内閣によって何度か次官の自由任用復活がはかられたが、いずれも長続きしなかった。1924年（大正13年）、最終的に資格任用である官僚出身の次官とは別に、大臣を助け政務に参画する官職として政務次官が置かれるに至った。

### 戦後の次官
戦後の1949年（昭和24年）、国家行政組織法の施行とともに次官は事務次官と改称され、国会議員から任用される政務次官と官僚から任用される事務次官の政務・事務複数次官制となり、この体制が半世紀以上続いた。
2001年（平成13年）1月6日の中央省庁再編で副大臣と大臣政務官が設置されることとなり政務次官は廃止されたが、これによって事務次官の称が単に次官に戻ったり他に改められたりすることはなかった。

### 次官連絡会議、次官級ポストなど
閣議の前日に各省庁から提出が予定されている案件を調整する次官連絡会議が内閣官房長官によって主宰され、原則としてすべての府省の事務次官が出席する。事務担当の内閣官房副長官（官僚）は、次官連絡会議の実際の運営に当たることからしばしば官僚機構全体のトップとも見なされる。
この次官連絡会議の構成員には、警察庁長官・金融庁長官・消費者庁長官も含まれている。戦後の警察行政は、民主的・中立的運営のために独任制の大臣ではなく国家公安委員会（委員長には国務大臣を充てる）の管理下で警察庁が実務を行っており、長官が実質的に他省の事務次官に相当する役割も担っている。金融庁と消費者庁については、それぞれ内閣府本府に金融担当と消費者及び食品安全担当の特命担当大臣が置かれるため、長官が事務次官相当の位置付けを帯びている。
なお、各府省の所掌事務の総括整理をつかさどる官職として省名審議官（多くの場合「審議官」に省名等を冠した官名のためこう総称される。外務審議官、財務官、経済産業審議官など）が局長より高位の役職として置かれることがあるが、省名審議官が出席する対外折衝は「次官級協議」・「次官級会談」と呼ばれるように、事務次官とほぼ同等に処遇されるポスト（「事務次官級」と称される）である。
ちなみに、2014年（平成26年）の改正国家公務員法等の施行により、内閣府・復興庁・各省に大臣のスタッフとして大臣補佐官を設置することが可能となった。副大臣・大臣政務官と同じく政治任用される特別職の国家公務員であるが、内閣総辞職とともにその地位を失う規定のない点は事務次官と同じである。
日本語の「次官」は、大臣 (Minister) を補佐する役職ということから、英語では Vice-Minister と訳される。事務次官の英訳は、Vice-Minister もしくは Administrative Vice-Minister である。これに対して旧来の政務次官は Parliamentary Vice-Minister 、現在の副大臣は Senior Vice-Minister と訳され、区別される。なお、対外的に次官級とされる省名審議官は、事務次官と同様に Vice-Minister と訳され、「for 何某」と担当を明示して事務次官と区別している。

## 日本以外の国の次官

### アメリカ合衆国
一例として国務省を見てみると、以前は、国務長官 Secretary of State の下に Under Secretary of State という役職があり、「国務次官」と訳されていたが、1972年7月13日に Deputy Secretary of State と改称され、訳が国務副長官に変わった。その役職経験者として近年では、ストローブ・タルボットやリチャード・アーミテージなどが知られている。
ただ、「次官級」として政治担当国務次官 (Under Secretary of State for Potical Affairs) や経済・実業・農業担当国務次官 (Under Secretary of State for Economic, Business, and Agricultural Affairs) という名称の役職は現在も存在している。さらに、東アジア・太平洋担当国務次官補（Assistant Secretary of State for East Asian and Pacific Affairs）もあり、ジェイムズ・ケリー、クリストファー・ヒルなどが知られている。また日本でもよく知られているジョセフ・ナイは国務次官補、国防次官補を歴任した。なお、1949年5月26日から1953年10月11日まで、国務副次官 (Deputy Under Secretary of State) という役職も設けられていた。
財務省をみていくと、ビル・クリントン政権下、円高是正のため日本の財務当局と交渉してきたローレンス・サマーズが有名である。財務次官 (Under Secretary of Treasury)、財務副長官 (Deputy Secretary of Treasury) を歴任した。他に、評論家のポール・クレイグ・ロバーツは、ロナルド・レーガン政権下、経済政策担当財務次官補（Assistant Secretary of the Treasury for Economic Policy）を務めたことで知られている。
連邦行政部の次官を次に示す。

#### 国務省
国務省の次官は次の通り。詳細は国務次官の項目を参照。
- 国務次官（政治担当）
- 国務次官（管理担当）
- 国務次官（経済・実業・農業担当）
- 国務次官（公共外交・広報担当）
- 国務次官（軍備管理・国際安全保障担当）
- 国務次官（民主主義・地球規模問題担当）

#### 財務省
財務省の次官は次の通り。詳細は財務次官の項目を参照。
- 財務次官（国際担当）
- 財務次官（国内金融担当）
- 財務次官（テロリズム・金融情報担当）

#### 国防総省
国防総省の次官は次の通り。詳細は国防次官の項目を参照。
- 国防次官（会計監査官）
- 国防次官（政策担当）
- 国防次官（調達・技術・兵站担当）
- 国防次官（人事・即応担当）
- 国防次官（情報担当）

##### 陸軍省
陸軍省の次官は次の通り。詳細は陸軍次官の項目を参照。
- アメリカ合衆国陸軍次官

##### 海軍省
海軍省の次官は次の通り。詳細は海軍次官の項目を参照。
- アメリカ合衆国海軍次官

##### 空軍省
空軍省の次官は次の通り。詳細は空軍次官の項目を参照。
- アメリカ合衆国空軍次官

#### 司法省
司法省の次官は次の通り。詳細は司法次官の項目を参照。
- アメリカ合衆国司法次官

#### 内務省
内務省の次官は存在しない。

#### 農務省
農務省の次官は次の通り。詳細は農務次官の項目を参照。
- 農務次官（農場・対外農業政策担当）
- 農務次官（市場売買・取締担当）
- 農務次官（田園開発担当）
- 農務次官（食料・栄養・消費者政策担当）
- 農務次官（天然資源・環境担当）
- 農務次官（調査・教育・経済担当）
- 農務次官（食料安全担当）

#### 商務省
商務省の次官は次の通り。詳細は商務次官の項目を参照。
- 商務次官（国際貿易担当）
- 商務次官（経済担当）
- 商務次官（海洋・大気圏担当）
- 商務次官（技術担当）
- 商務次官（輸出管理担当）

#### 労働省
労働省の次官は存在しない。

#### 保健福祉省
保健福祉省の次官は存在しない。

#### 住宅都市開発省
住宅都市開発省の次官は存在しない。

#### 運輸省
運輸省の次官は次の通り。詳細は運輸次官の項目を参照。
- 運輸次官（政策担当）

#### エネルギー省
エネルギー省の次官は次の通り。詳細はエネルギー次官の項目を参照。
- エネルギー次官（エネルギー・環境担当）
- エネルギー次官（原子力安全担当）
- エネルギー次官（科学担当）

#### 教育省
教育省の次官は次の通り。詳細は教育次官の項目を参照。
- アメリカ合衆国教育次官

#### 退役軍人省
退役軍人省の次官は次の通り。詳細は退役軍人次官の項目を参照。
- 退役軍人次官（健康担当）
- 退役軍人次官（給付担当）
- 退役軍人次官（追悼担当）

#### 国土安全保障省
国土安全保障省の次官は次の通り。詳細は国土安全保障次官の項目を参照。
- 国土安全保障次官（国家防護・計画担当）
- 国土安全保障次官（管理担当）
- 国土安全保障次官（科学技術担当）

### 大韓民国
例えば外交部次官（Vice-Minister for Foreign Affairs）、国防部次官（Vice-Minister of National Defence）といずれも「次官」の名称が付けられている。潘基文は外交通商部次官（もしくは副長官）を務めた。

### 中華人民共和国
例えば対外貿易通商部をみていくと、常設副部長、副部長などがあり、そのほかの複数のポストと併せ、対外交渉の席では次官級の扱いを相手側に求めている場合もある。また副部長級からすぐに大臣級の部長に進級する例がみられる。

### フランス共和国
フランスでは次官の称号を有するのはフランス外務省の次官（または事務次官）しかいない。その他は局長からすぐに大臣と直結する。そのため、対外交渉の席では一段低い扱いをされるなど不利に扱われる場合がみられる。

### イギリス
例えば、外務次官（Permanent Under Secretary of State for Foreign and Commonwealth Affairs）、外務次官補（Deputy Under Secretary of State for Foreign Affairs）などがあり、呼称はアメリカなどと比較して複雑である。

## 次官の任用制度の国際比較
次官は、省のナンバー2として枢要な地位にあるが、その任用制度は国によって違いが見られる。
日本の場合、次官（事務次官）は職業公務員（官僚）のトップであり、また政治家などが就く大臣の下で各省の事務を統括する事務方の長であると位置付けられており、職業公務員が資格任用制のもとで到達するポストである。今日では、次官級とされる省名審議官の活用がうたわれ、その定数が大幅に増設されてはいるものの、省名審議官と事務次官との間には格差がある。事務次官は各省においてひとりだけであり、そのポストにたどり着くまでに、同期入省者の間で50歳前後から勧奨退職（肩たたき）によって順次の選抜が行われる。
欧米では、キャリア制度がなく次官クラス（国によっては局長クラスまで含む）の任用制度は総じて政治任用制（ポリティカル・アポインティ）によるものが多い。このうち、米国では政治任命を重視する「ジャクソニアン」（第7代大統領アンドリュー・ジャクソンがこの方針を採った事に因む）と、職業行政官に比重を置く「ハミルトニアン」（初代財務長官アレクサンダー・ハミルトンの方針に因む）とのせめぎ合いに依然あるといえる。
しかし、欧米の中でも、日本と同様、「官僚国家」と分析されるフランスの場合、国立行政学院（ENA）出身者が次官クラスその他局長クラス以上を占有しており、さらに政界の要職を占めてさえいる。